# Kolonia Żerechowa
Kolonia Żerechowa (prononciation [kɔˈlɔɲa ʐɛrɛˈxɔva]) est une localité de la gmina de Łęki Szlacheckie, du powiat de Piotrków, dans la voïvodie de Łódź, située dans le centre de la Pologne.
Elle se situe à environ 8 kilomètres au nord-ouest de Łęki Szlacheckie (siège de la gmina), 19 kilomètres au sud de Piotrków Trybunalski (siège du powiat) et 64 kilomètres au sud de Łódź (capitale de la voïvodie).

## Administration
De 1975 à 1998, la localité était attachée administrativement à l'ancienne voïvodie de Piotrków.

Depuis 1999, elle fait partie de la nouvelle voïvodie de Łódź.